# قهوه مولوکای
قهوه مولوکای به یک نشانه جغرافیایی حفاظت شده قانونی از قهوه‌ای اطلاق می‌شود که در جزیره مولوکای در شهرستان مائوئی، هاوایی رشد می‌کند و طبق استانداردهای مشخص و قانونی تعریف شده فراوری می‌شود. مانند قهوه کونا، قهوه مولوکای نام بازاری برای محصولی با منشأ خاص و با کیفیت مشخص است. الزامات قهوه مولوکای نه تنها منشأ و کیفیت را تعیین می‌کند، بلکه طراحی برچسب و قرار دادن آن را روی بسته‌بندی محصول را نیز مشخص می‌کند.
هاوایی یکی از معدود ایالت‌های ایالات متحده است که تولید قهوه در آن صنعت اقتصادی قابل توجهی است. قهوه دومین محصول بزرگی است که در آنجا تولید می‌شود. ارزش برداشت قهوه بین سال‌های ۲۰۱۹–۲۰۲۰ در هاوایی ۱۰۲٫۹۱ میلیون دلار بود.